# عضو على رقاقة
العضو على رقاقة (بالإنجليزية: organ-on-a-chip)‏ الذي يعرف اختصارا ب(OOC)، هو عبارة عن رقاقة مصغرة لمزرعة خلايا علم الموائع الدقيقة ثلاثية الأبعاد، ومتعددة القنوات، ودائرة متكاملة تحاكي الأنشطة والميكانيكا والاستجابة الفسيولوجية لعضو كامل أو نظام عضوي. وقد أصبحت تشكل موضوعًا مثيرا للجدل في الآونة الأخيرة وموضوعا مهمًا لأبحاث الهندسة الطبية الحيوية، وبشكل أكثر دقة في مجال الأنظمة الميكانيكية والكهربائية الدقيقة الحيوية. لقد سمح التقارب بين مختبرات الرقائق (LOCs) وعلم الأحياء الخلوية بدراسة وظائف الأعضاء البشرية في سياق محدد للأعضاء. علاوة على ذلك، ومن خلال عملها كتقريب أكثر تطوراً في المختبر للأنسجة المعقدة مقارنة بعملية بزرع الخلايا التقليدية، فقد أصبحت التقنية الحديثة توفر الإمكانات بديلًا للنماذج الحيوانية لتطوير الأدوية واختبار السموم.
وعلى الرغم من أن العديد من المنشورات تزعم أنها نجحت في محاكاة وظائف الأعضاء في هذه الواجهة، إلا أن تطوير تطبيقات تقنية علم الموائع الدقيقة لا تزال في مراحلها الأولى. كما أن الأعضاء على الرقائق لا زالت تشكل خلافا ملحوظا بين الباحثين عن كيفية التصميم والنهج الصحيح. تشمل الأعضاء التي حيكت بواسطة أجهزة علم الموائع الدقيقة: الدماغ والرئة والقلب والكلى والكبد والبروستات والأوعية (الشرايين) والجلد والعظام والغضاريف والمزيد.
إن أحد القيود التي تواجه النهج المبكر لمحاكاة الأعضاء على الشريحة هو أنها عملية تحاكي عضوا معزولا فقط، وبالتالي فهي تفوت العديد من العمليات البيولوجية المعقدة والمترابطة فيما بينها والتي تحدث في شبكة الجسم المعقدة. إضافة إلى ذلك، فإن هذا التبسيط المفرط جدا يحد من الاستنتاجات التي يمكن استخلاصها. تهدف العديد من جوانب القياسات الدقيقة اللاحقة إلى معالجة هذه القيود من خلال نمذجة استجابات فسيولوجية أكثر تعقيدًا في ظل ظروف محاكاة دقيقة عبر التصنيع الدقيق والإلكترونيات الدقيقة وتقنية علم الموائع الدقيقة.
لقد مكّن تطوير رقائق الأعضاء من دراسة علم وظائف الأعضاء المرضي المعقدة للعدوى الفيروسية البشرية. ومن الأمثلة على ذلك منصة شريحة الكبد التي مكنت من إجراء دراسات حول التهاب الكبد الفيروسي.

## مختبر على رقاقة
المختبر على رقاقة هو جهاز يدمج وظيفة واحدة أو أكثر من وظائف المختبر على رقاقة واحدة تتعامل مع مع الجسيمات في قنوات ميكروفلويدية مجوفة. ولقد طُور على مدى أكثر من عقد من الزمن. تتضمن مزايا التعامل مع الجسيمات على هذا النطاق الصغير خفض استهلاك حجم السوائل، وزيادة قابلية نقل الأجهزة والتحكم في العملية بسبب التفاعلات الكيميائية الحرارية الأسرع وتقليل تكاليف التصنيع. بالإضافة إلى ذلك، فإن التدفق الميكروفلويدي هو جريان صفيحي بالكامل، أي بدون الجريان المضطرب. ونتيجة لذلك، لا يحدث اختلاط فعلي بين الجداول المتجاورة في قناة مجوفة واحدة. في تقارب علم الأحياء الخلوي، تم الاستفادة من هذه الخاصية النادرة في السوائل لدراسة سلوكيات الخلايا المعقدة بشكل أفضل، مثل :حركة الخلايا استجابةً للمحفزات الكيميائية، ووتمايز الخلايا الجذعية، وتوجيه المحاور العصبية، وانتشار الإشارات الكيميائية الحيوية عبر الخلايا، والتطور الجيني.

## الانتقال من نماذج زراعة الخلايا ثلاثية الأبعاد إلى الخلايا خارج الخلية
تتفوق نماذج زراعة الخلايا ثلاثية الأبعاد على أنظمة الزراعة ثنائية الأبعاد من خلال قدرتها على تعزيز مستويات أعلى من التمايز الخلوي وتنظيم الأنسجة. تعتبر أنظمة الزرع ثلاثية الأبعاد أكثر نجاحًا لأن مرونة هلام ECM تستوعب تغييرات الشكل والاتصالات بين الخلايا ، هذه الميزة كانت محظورة سابقًا بواسطة ركائز الزرع الصلبة ثنائية الأبعاد. ومع ذلك، فإن أفضل نماذج زرع الأعضاء ثلاثية الأبعاد تفشل في محاكاة خصائص الخلايا في العضو في العديد من الجوانب، بما في ذلك واجهات الأنسجة إلى الأنسجة على سبيل المثال: الظهارة والبطانة الوعائية، والتدرجات المكانية الزمنية للمواد الكيميائية، والبيئات الدقيقة النشطة ميكانيكيًا (على سبيل المثال، انقباض الشرايين واستجابات توسيع الأوعية الدموية للاختلافات في درجات الحرارة). في المقابل، يتيح تطبيق علم الموائع الدقيقة للأعضاء على الرقائق النقل والتوزيع الفعال للعناصر الغذائية وغيرها من الإشارات القابلة للذوبان في جميع أنحاء الأنسجة ثلاثية الأبعاد القابلة للحياة. علاوة على ذلك، يشار إلى الأعضاء على الرقائق باعتبارها الموجة التالية من نماذج زراعة الخلايا ثلاثية الأبعاد التي تحاكي الأنشطة البيولوجية للأعضاء الحية بالكامل، والخصائص الميكانيكية الديناميكية والوظائف الكيميائية الحيوية.

## الأعضاء

### المخ
أجهزة الدماغ على الشريحة هي أجهزة تسمح بزراعة الأنسجة المرتبطة بالدماغ والتلاعب بها من خلال التصنيع الدقيق وتقنية علم الموائع الدقيقة من خلال: 1) تحسين قابلية زرع الأعضاء على البقاء؛ 2) دعم الفحص عالي الإنتاجية للنماذج البسيطة؛ 3) نمذجة وظائف الأعضاء والأمراض على مستوى الأنسجة أو الأعضاء في المختبر / خارج الجسم الحي، و4) إضافة الدقة العالية وقابلية الضبط لأجهزة علم الموائع الدقيقة. يمكن أن تمتد أجهزة الدماغ على الشريحة إلى مستويات متعددة من التعقيد من حيث منهجية زراعة الخلايا ويمكن أن تشمل أنسجة الدماغ و/أو أنسجة حاجز الدم في الدماغ. تم تصنيع الأجهزة باستخدام منصات تتراوح من زرع الخلايا التقليدية ثنائية الأبعاد إلى الأنسجة ثلاثية الأبعاد في شكل شرائح دماغية عضوية ومؤخراً عضويات.

### الأمعاء
تحتوي رقائق الأمعاء البشرية على قناتين صغيرتين مفصولتين بغشاء مرن مسامي مغطى بمصفوفة خارج الخلية (ECM) مبطن بخلايا الظهارة المعوية: خلاياCaco-2، والتي تم استخدامها على نطاق واسع كحاجز معوي. ويتم زراعة خلايا Caco-2 تحت التمايز التلقائي لخليتها الأم، وهي سرطان غدي في القولون البشري، والتي تمثل نموذجًا للخصائص الوقائية والامتصاصية للأمعاء. يتم تصنيع القنوات الدقيقة من بوليمر بولي دايميثيل السيلوكسان (PDMS). من أجل محاكاة بيئة الأمعاء الدقيقة، تم تصميم تدفق السوائل الشبيه بالتمعج. من خلال تحفيز الشفط في غرف التفريغ على طول جانبي الطبقة الثنائية لقناة الخلية الرئيسية، وتطوير إجهاد ميكانيكي دوري للتمدد والاسترخاء كذلك. علاوة على ذلك، تخضع الخلايا لتكوين الزغابات والتمايز التلقائي، مما يعمم خصائص الخلايا المعوية. تحت هيكل الزغابات ثلاثي الأبعاد، لا تتكاثر الخلايا فحسب، بل تتعزز الأنشطة الأيضية أيضًا. هناك لاعب مهم آخر في الأمعاء وهو الميكروبات، وخاصة ميكروبات الأمعاء. العديد من الأنواع الميكروبية الموجودة في ميكروبات الأمعاء هي عبارة عن كائنات لاهوائية صارمة. من أجل زراعة هذه اللاهوائيات غير المتسامحة مع الأكسجين مع الخلايا المعوية المفضلة للأكسجين، تم تصميم أمعاء على رقاقة مصنوعة من البولي سلفون. نتيجة لذلك، حافظ النظام على خصائص الزرع المشتركة للخلايا الظهارية القولونية، والخلايا الشبيهة بالكأس، وكل من أنواع البكتيريا التاليةFaecalibacterium prausnitzi, Eubacterium rectale, and Bacteroides thetaiotaomicron.

### الرئة

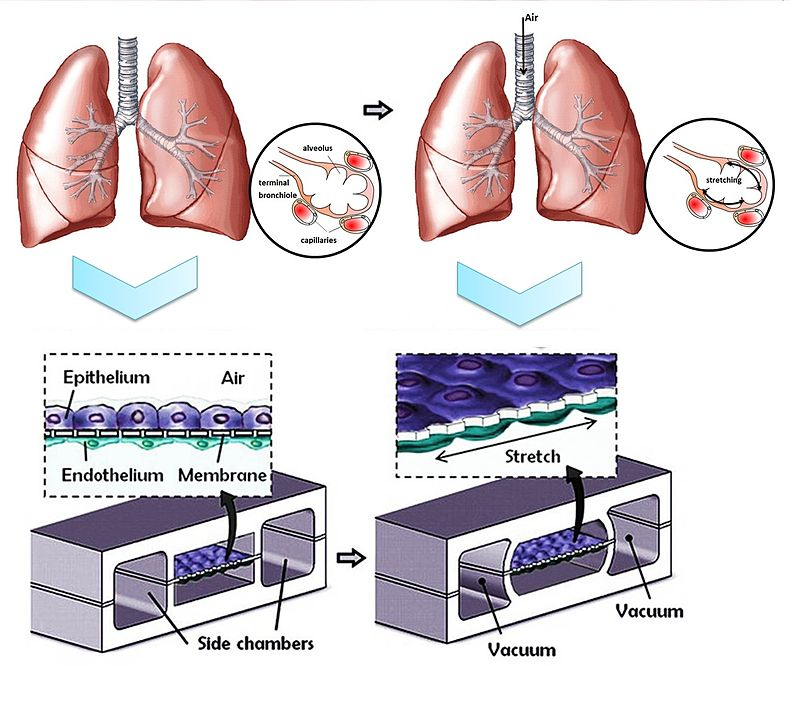
رسم تخطيطي للرئة على رقاقة. يمكن تمديد الغشاء الموجود في المنتصف عن طريق الفراغ في الغرفتين الجانبيتين.

صممت الرئة على الرقائق في محاولة لتحسين الأهمية الفسيولوجية لنماذج واجهة الحويصلات الهوائية والشعيرات الدموية الموجودة في المختبر. يمكن لمثل هذا الجهاز الدقيق متعدد الوظائف إعادة إنتاج الخصائص البنيوية والوظيفية والميكانيكية الرئيسية للواجهة السنخية الشعيرية البشرية.
يصف دونجيون هوه من معهد وايس للهندسة المستوحاة بيولوجيًا في هارفارد تصنيعهم لنظام يحتوي على قناتين دقيقتين متجاورتين مفصولتين بغشاء مرن مسامي رقيق (10 ميكرومتر) مصنوع من مادة متعدد ثنائي ميثيل السيلوكسان. يتألف الجهاز إلى حد كبير من ثلاث قنوات ميكروفلويدية، والقناة الوسطى فقط تحمل الغشاء المسامي. تمت زراعة خلايا على جانبي الغشاء: الخلايا الظهارية السنخية البشرية على جانب واحد، والخلايا البطانية الدقيقة الرئوية البشرية على الجانب الآخر.
إن تقسيم القنوات لا يسهل فقط تدفق الهواء كسائل يوصل الخلايا والمواد المغذية إلى السطح القمي للظهارة، بل يسمح أيضًا بوجود اختلافات في الضغط بين القنوات الوسطى والجانبية. أثناء الشهيق الطبيعي في الدورة التنفسية للإنسان، ينخفض الضغط داخل الجنبة، مما يؤدي إلى توسع الحويصلات الهوائية. عندما يتم سحب الهواء إلى الرئتين، يتم شد الظهارة السنخية والبطانة المقترنة في الشعيرات الدموية. نظرًا لأن الفراغ متصل بالقنوات الجانبية، فإن انخفاض الضغط سيؤدي إلى تمدد القناة الوسطى، وبالتالي تمدد الغشاء المسامي وبالتالي واجهة الحويصلات الهوائية الشعيرية بالكامل. الحركة الديناميكية المدفوعة بالضغط وراء تمدد الغشاء، والتي توصف أيضًا بأنها إجهاد ميكانيكي دوري (تقدر بنحو 10٪)، تزيد بشكل كبير من معدل انتقال الجسيمات النانوية عبر الغشاء المسامي، عند مقارنتها بإصدار ثابت من هذا الجهاز ونظام زراعة ترانسويل.